# Омельченко, Светлана Александровна
Светлана Александровна Омельченко (род. 1964) — украинская учёная, доктор педагогических наук, профессор.
Автор более ста научных работ, включая монографии.

## Биография
Родилась 22 ноября 1964 года в посёлке Райгородок Славянского района Донецкой области Украинской ССР.
Окончив в 1982 году с золотой медалью Райгородокскую среднюю школу, поступила в Ворошиловградский государственный педагогический институт (в настоящее время Луганский национальный университет), который окончила в 1988 году, получив квалификацию «Учитель истории и обществоведения, методист по воспитательной работе». Начала работать учителем истории родной школы и в 1990 году была назначена на должность организатора внеклассной и внешкольной работы Райгородокской средней школы Славянского района.
После распада СССР, в 1992 году Светлана Александровна Омельченко была принята ассистентом кафедры педагогики Славянского государственного педагогического института (в настоящее время Донбасский государственный педагогический университет). В 1994 году поступила в целевой аспирантуру при кафедре педагогики этого же вуза.
В 1997 году защитила диссертацию на соискание ученой степени кандидата педагогических наук на тему «Формирование нравственно-ценностного отношения к труду у старшеклассников в условиях рыночной экономики» и в следующем году была переведена на должность доцента кафедры педагогики. В 2005 году Светлана Омельченко поступила в докторантуру Луганского национального университета и в 2008 году защитила диссертацию на соискание ученой степени доктора педагогических наук на тему «Теоретические и методические основы взаимодействия социальных институтов общества в формировании здорового образа жизни учащихся общеобразовательных учебных заведений». В этом же году она назначена на должность заведующего кафедрой теоретических и методических основ физического воспитания и реабилитации Славянского государственного педагогического университета. В 2010 году получила ученое звание профессора кафедры этой кафедры.
С марта 2012 года Светлана Омельченко была назначена на должность исполняющего обязанности ректора Славянского государственного педагогического университета, который был реорганизован путем присоединения к Донбасскому государственному педагогическому университету. В ноябре 2012 года она назначена на должность ректора этого университета.
С. А. Омельченко удостоена нагрудных знаков: «Отличник образования Украины» (2002), «Василий Сухомлинский» (2007) и «За научные достижения» (2011). В 2015 году её присвоено почётное звание «Заслуженный работник образования Украины». Также награждена медалями Национальной академии педагогических наук Украины: «Григорий Сковорода» (2014) и «Леся Украинка» (2019).